# Liste der Kulturgüter in Rheineck
Die Liste der Kulturgüter in Rheineck enthält alle Objekte in der Gemeinde Rheineck im Kanton St. Gallen, die gemäss der Haager Konvention zum Schutz von Kulturgut bei bewaffneten Konflikten, dem Bundesgesetz vom 20. Juni 2014 über den Schutz der Kulturgüter bei bewaffneten Konflikten sowie der Verordnung vom 29. Oktober 2014 über den Schutz der Kulturgüter bei bewaffneten Konflikten unter Schutz stehen.
Objekte der Kategorien A und B sind vollständig in der Liste enthalten, Objekte der Kategorie C fehlen zurzeit (Stand: 1. Januar 2023).

## Kulturgüter
| Foto | | Objekt                                                                                   | Kat. | Typ | Standort                              | Beschreibung |
| ---- | --- | ---------------------------------------------------------------------------------------- | ---- | --- | ------------------------------------- | ------------ |
| ja   | Datei hochladen · Wikidata zu Löwenhof (Q29523932)                                                                  | Löwenhof KGS-Nr.: 08248                                                                  | A    | G   | Rorschacherstrasse 15 761928 / 259679 |              |
| BW   | Datei hochladen · Wikidata zu Rheineck, mittelalterlich-neuzeitliche Kleinstadt (Q135814603)                        | Rheineck, mittelalterlich-neuzeitliche Kleinstadt KGS-Nr.: 00626                         | B    | F   | 762170 / 259531                       |              |
| ja   | Datei hochladen · Wikidata zu Burgruine Alt-Rheineck (Q29786747)                                                    | Alt-Rheineck, mittelalterliche Burgruine KGS-Nr.: 08249                                  | B    | F   | Burgstockweg 4.3 761847 / 259262      |              |
| ja   | Datei hochladen · Wikidata zu Altes Amtshaus (Q29786746)                                                            | Altes Amtshaus KGS-Nr.: 08250                                                            | B    | G   | Hauptstrasse 18 762167 / 259514       |              |
| ja   | Datei hochladen · Wikidata zu Katholische Kirche St. Theresia (Q29786753)                                           | Katholische Kirche St. Theresia KGS-Nr.: 08251                                           | B    | G   | Grünaustrasse 2 761005 / 259735       |              |
| ja   | Datei hochladen · Wikidata zu Klingelburg (Q29786754)                                                               | Klingelburg KGS-Nr.: 08252                                                               | B    | G   | Schloss Klingelburg 761180 / 259224   |              |
| ja   | Datei hochladen · Wikidata zu Evangelische Kirche (Q1380872)                                                        | Reformierte Kirche KGS-Nr.: 08253                                                        | B    | G   | Hauptstrasse 36 762200 / 259440       |              |
| ja   | Datei hochladen · Wikidata zu Rathaus (Q29786755)                                                                   | Rathaus KGS-Nr.: 08254                                                                   | B    | G   | Hauptstrasse 21 762217 / 259514       |              |
| ja   | Datei hochladen · Wikidata zu Seidengazefabrik, Verwaltungsgebäude (Dufour-Schloss) und Appreturgebäude (Q29786758) | Seidengazefabrik, Verwaltungsgebäude (Dufour-Schloss) und Appreturgebäude KGS-Nr.: 08255 | B    | G   | Töberstrasse 4 761072 / 259598        |              |
| BW   | Datei hochladen · Wikidata zu Alte Krone und Laterne (Q135854898)                                                   | Alte Krone und Laterne KGS-Nr.: 16698                                                    | B    | G   | Rathausgasse 2 762215 / 259491        |              |
| BW   | Datei hochladen · Wikidata zu Custerhof (Q135855505)                                                                | Custerhof KGS-Nr.: 16699                                                                 | B    | G   | Appenzellerstrasse 2 762264 / 259282  |              |